# Вера Бонч-Брујевич
Вера Михајловна Бонч-Брујевич (девојачко Величкина, рус. Вера Михайловна Бонч-Бруевич, дев. Величкина; Москва, 20. септембар 1868 — Москва, 30. септембар 1918) је била руска револуционарка, лекар и писац. Супруга Владимира Дмитријевича Бонч-Брујевича.

## Биографија
Вера Михајловна Бонч-Брујевич, девојачко презиме Величкина, је рођена у породици свештеника. Завршила је студије медицине на Бернском универзитету.
Маја 1899. (заједно са својим супругом Владимиром) је спровела у Канаду једну од већих емигрантских група Духобораца.
Сарађивала је са Лавом Толстојем.
У револуционарном покрету је од краја 90-их година 19. века. Од 1902. је била у емиграцији, учествовала је у раду „Заграничне лиге руских револуционарних социјал-демократа“ у женевској групи бољшевика, организовала је пребацивање партијске литературе у Русију.
Сарађивала је у часописима „Искра“ (рус. Искра), „Вперед“ (рус. Вперёд - Напред), „Пролетариј“ (рус. Пролетарий - Пролетер), преводила је дела Маркса и Енгелса. Представљала је бољшевике у политичком "Црвеном крсту" у Женеви. Од 1905. до 1907. у Петровграду је била члан редакције партијског издања „Вперед“, а затим је радила у часописима „Звезда“ и „Правда“ (рус. Правда - Истина).
После Фебруарске револуције је била секретар редакције новина „Известија Петроградского Совјета“ (рус. Известия Петроградского Совета - Дневник Петровградског Савета), члан редакције часописа „Работница“ (рус. Работница - Радница), члан бироа Месног рејонског комитета РСДРП(б).
У данима Октобарске револуције радила је у Медицинско-санитарном одељењу Петровградског војно-револуционарног комитета.
По установљењу Совјетске власти била је један од организатора совјетске здравствене службе и члан првог колегијума Наркомздрава (рус. Народный комиссариат здравоохранения - Народни комесаријат здравља).
Била је један од лекара који су лечили Лењина.

## Породица
Супруг: Владимир Дмитријевич Бонч-Брујевич, руски и совјетски политичар, историчар и писац.